# Obrubniki (gmina)
Obrubniki (ros. Обрубниковская волость) – dawna gmina wiejska istniejąca w latach 1861–1954 (z krótką przerwą w 1944 roku) na Białostocczyźnie. Pod okupacją rosyjską siedzibą gminy było Krasne Folwarczne, w II RP Obrubniki, zaś po wojnie Kozińce.

## Imperium Rosyjskie (1861–1915)
Gmina zbiorowa Obrubniki z siedzibą w Krasnem Folwarcznem powstała w wyniku reformy struktur administracyjnych państwa rosyjskiego w 1861 roku. Była częścią powiatu białostockiego należącego (od 1843) do guberni grodzieńskiej. W 1890 roku gmina Obrubniki obejmowała 91 wsi i zamieszkiwało ją 6293 osób.

## I wojna światowa (1915–1919)
Podczas I wojny światowej (1915–1919) gmina wraz z powiatem białostockim należała do okupowanego przez Niemcy Ober-Ostu (w latach 1915–1916 w okręgu Białystok, a 1916–1918 w okręgu Białystok-Grodno) oraz do Królestwa Litwy (1918). W sierpniu 1919 przeszła pod administrację polską. Część gminy Obrubniki (m.in. jej siedziba Krasne Folwarczne) weszła w skład nowo utworzonej gminy Kalinówka.

## II Rzeczpospolita (1919–1939)
Po odrodzeniu państwa polskiego gmina należała do powiatu białostockiego w woj. białostockim.
Według Powszechnego Spisu Ludności z 1921 roku kolonię zamieszkiwało 6188 osób, wśród których 6032 było wyznania rzymskokatolickiego, 146 prawosławnego, 1 ewangelickiego, 4 greckokatolickiego i 5 mojżeszowego. Jednocześnie 6146 mieszkańców zadeklarowało polską przynależność narodową, 34 białoruską i 8 rosyjską. Na terenie gminy było 970 budynków mieszkalnych.
16 października 1933 gminę Obrubniki podzielono na 21 gromad: Borsukówka, Chraboły, Dobrzyniewo Duże, Dobrzyniewo Kościelne, Gniła, Jaworówka, Katrynka, Kobuzie, Kopisk, Kozińce, Krynice, Krzywe, Kulikówka, Letniki, Nowo-Aleksandrowo, Nowiny Kasjerskie, Nowiny-Zdroje, Nowosiołki, Obrubniki, Ogrodniki, Podleńce, Pogorzałki, Ponikła, Rybaki, Rybniki i Szaciły.

## II wojna światowa (1939–1944)
Podczas II wojny światowej gmina znajdowała się przejściowo poza administracją polską. Przejściowo, na początku 1944 roku, gminę Obrubniki zniesiono, tworząc z niej gminę Dobrzyniewo, którą jednak zniesiono w sierpniu 1944, przywracając gminę Obrubniki.

## PRL(1944–1954)
Po wojnie gmina należała do powieatu białostockiego w woj. białostockim.
1 czerwca 1951 utworzono nową gromadę Bogdan z części gromady Letniki, a zniesiono gromadę Krzywe, włączając ją do gromady Dobrzyniewo Kościelne.
W dniu 1 lipca 1952 roku gmina była podzielona na 26 gromad: Bogdan, Borsukówka, Chraboły, Dobrzyniewo Duże, Dobrzyniewo Kościelne, Gniła, Jaworówka, Katrynka, Kobuzie, Kopisk, Kozińce, Krynice, Kulikówka, Letniki, Nowo-Aleksandrowo, Nowiny Kasjerskie, Nowiny-Zdroje, Nowosiołki, Obrubniki, Ogrodniki, Podleńce, Pogorzałki, Ponikła, Rybaki, Rybniki i Szaciły.
1 kwietnia 1954 roku część obszaru gminy Obrubniki (gromady Nowiny Kasjerskie i Nowiny Zdroje) przyłączono do gminy Kalinówka.
Gmina została zniesiona 29 września 1954 roku wraz z reformą wprowadzającą gromady w miejsce gmin.
Jednostki nie przywrócono 1 stycznia 1973 roku po reaktywowaniu gmin.